# Cononicephora
Cononicephora là một chi cánh thẳng thuộc họ Muỗm, phân họ Meconematinae, tông Meconematini. Tất cả các loài thuộc chi Cononicephora đều là đặc hữu của Việt Nam.

## Loài
Tính đến  năm 2022, Orthoptera Species File chấp nhận 2 phân chi:
Cononicephora (Acononicephora) Gorochov, 1994
1. Cononicephora rentzi Gorochov, 1994 - Trạm Lập, Gia Lai

Cononicephora (Cononicephora) Gorochov, 1993
1. Cononicephora acutilobata Wang, 2020 - Núi Langbiang
2. Cononicephora berezhkovi Gorochov, 1993 - Vườn Quốc gia Ba Vì
3. Cononicephora tarbinskyi Gorochov, 1993 – loài điển hình (Vĩnh Phúc)

## External links
- images of C. rentzi at OSF